# Devis Epassy
Devis Rogers Epassy Mboka (ur. 2 lutego 1993 w Soisy-sous-Montmorency) – kameruński piłkarz grający na pozycji bramkarza. Od 2022 jest zawodnikiem klubu Abha.

## Kariera klubowa
Swoją karierę piłkarską Epassy rozpoczął w klubie Stade Rennais. W sezonie 2012/2013 grał w rezerwach tego klubu. W sezonie 2013/2014 był zawodnikiem rezerw FC Lorient. W 2014 roku przeszedł do hiszpańskiego CD Guijuelo, grającego w Segunda División B. Swój debiut w nim zaliczył 9 listopada 2014 w zremisowanym 2:2 wyjazdowym meczu z UD Logroñés. Zawodnikiem Guijuelo był przez rok.
Latem 2015 Epassy przeszedł do US Avranches, jednak nie zaliczył w nim debiutu. W 2016 roku został zawodnikiem SAS Épinal. 5 sierpnia 2016 zadebiutował w nim w Championnat National w przegranym 2:3 wyjazdowym spotkaniu z Lyon La Duchère. W Épinal spędził rok.
Latem 2017 Epassy wyjechał do Grecji i podpisał kontrakt z APO Lewadiakos. W Superleague Ellada swój debiut zaliczył 20 sierpnia 2017 w zremisowanym 0:0 domowym meczu z PAOK FC. W sezonie 2018/2019 spadł z Lewadiakosem do Superleague Ellada 2.
W styczniu 2020 Epassy odszedł z Lewadiakosu do PAS Lamia 1964. W klubie tym swój debiut zanotował 1 marca 2020 w przegranym 0:3 wyjazdowym meczu z OFI 1925. W Lamii występował do końca sezonu 2020/2021.
W lipcu 2021 Epassy przeszedł do OFI 1925. Zadebiutował w nim 13 września 2021 w zremisowanym 0:0 wyjazdowym spotkaniu z Arisem.
| Sezon   | Klub            | Kraj      | Rozgrywki            | Mecze | Gole |
| ------- | --------------- | --------- | -------------------- | ----- | ---- |
| 2012/13 | Stade Rennais B | Francja   | CFA 2                | 11    | 0    |
| 2013/14 | FC Lorient B    | Francja   | CFA 2                | 10    | 0    |
| 2014/15 | CD Guijuelo     | Hiszpania | Segunda División B   | 12    | 0    |
| 2015/16 | US Avranches    | Francja   | Championnat National | 0     | 0    |
| 2016/17 | SAS Épinal      | Francja   | Championnat National | 13    | 0    |
| 2017/18 | APO Lewadiakos  | Grecja    | Superleague Ellada   | 26    | 0    |
| 2018/19 | APO Lewadiakos  | Grecja    | Superleague Ellada   | 9     | 0    |
| 2019/20 | APO Lewadiakos  | Grecja    | Superleague Ellada 2 | 1     | 0    |
| 2019/20 | PAS Lamia 1964  | Grecja    | Superleague Ellada   | 5     | 0    |
| 2020/21 | PAS Lamia 1964  | Grecja    | Superleague Ellada   | 27    | 0    |

## Kariera reprezentacyjna
W reprezentacji Kamerunu Epassy zadebiutował 8 czerwca 2021 w zremisowanym 0:0 towarzyskim meczu z Nigerią, rozegranym w Wiener Neustadt. W 2022 roku został powołany do kadry na Puchar Narodów Afryki 2021. Wraz z Kamerunem zajął 3. miejsce na tym turnieju, jednak nie rozegrał na nim żadnego meczu.